# Nesovice
Nesovice jsou obec v okrese Vyškov v Jihomoravském kraji, 6 km východně od Bučovic na soutoku Hvězdličky a Litavy. Součástí obce je i vesnice Letošov. Žije zde přibližně 1 100 obyvatel.

## Historie
První písemná zmínka o obci pochází z roku 1131.

## Přírodní poměry
V katastru obce se nacházejí tato chráněná území:
- Evropsky významné lokality: Černecký a Milonický hájek a NPP Malhotky

## Obyvatelstvo

### Struktura
V obci k počátku roku 2016 žilo celkem 1073  obyvatel. Z nich bylo 542 mužů a 531 žen. Průměrný věk obyvatel obce dosahoval 44,8 let. Dle Sčítání lidu, domů a bytů provedeného v roce 2011, kdy v obci žilo 1111  lidí. Nejvíce z nich bylo (16,2 %) obyvatel ve věku od 30 do 39 let. Děti do 14 let věku tvořily 15,2 % obyvatel a senioři nad 70 let úhrnem 9,1 %. Z celkem 942 občanů obce starších 15 let mělo vzdělání 41,5 % střední vč. vyučení (bez maturity). Počet vysokoškoláků dosahoval 6,9 % a bez vzdělání bylo naopak 0,8 % obyvatel. Z cenzu dále vyplývá, že ve městě žilo 483 ekonomicky aktivních občanů. Celkem 90,1 % z nich se řadilo mezi zaměstnané, z nichž 73,1 % patřilo mezi zaměstnance, 2,1 % k zaměstnavatelům a zbytek pracoval na vlastní účet. Oproti tomu celých 54,3 % občanů nebylo ekonomicky aktivní (to jsou například nepracující důchodci či žáci, studenti nebo učni) a zbytek svou ekonomickou aktivitu uvést nechtěl. Úhrnem 399 obyvatel obce (což je 35,9 %), se hlásilo k české národnosti. Dále 347 obyvatel bylo Moravanů a 10 Slováků. Celých 567 obyvatel obce však svou národnost neuvedlo.
Vývoj počtu obyvatel za celou obec i za jeho jednotlivé části uvádí tabulka níže, ve které se zobrazuje i příslušnost jednotlivých částí k obci či následné odtržení.
| Místní části (rok přičlenění k obci) | Místní části (rok přičlenění k obci) | 1869 | 1880 | 1890 | 1900 | 1910 | 1921 | 1930 | 1950 | 1961 | 1970 | 1980 | 1991 | 2001 | 2011 |
| ------------------------------------ | ------------------------------------ | ---- | ---- | ---- | ---- | ---- | ---- | ---- | ---- | ---- | ---- | ---- | ---- | ---- | ---- |
| Počet obyvatel                       | část Letošov (1948)                  | 333  | 340  | 350  | 381  | 415  | 420  | 421  | 384  | 424  | 381  | 359  | 336  | 334  | 351  |
| Počet obyvatel                       | část Nesovice                        | 603  | 630  | 640  | 644  | 785  | 876  | 1005 | 988  | 1098 | 982  | 889  | 855  | 790  | 760  |
| Počet obyvatel                       | celá obec                            | 936  | 970  | 990  | 1025 | 1200 | 1296 | 1426 | 1372 | 1522 | 1363 | 1248 | 1191 | 1124 | 1111 |
| Počet domů                           | část Letošov (1948)                  | 66   | 70   | 74   | 78   | 87   | 88   | 98   | 115  | -    | 112  | 108  | 129  | 131  | 136  |
| Počet domů                           | část Nesovice                        | 114  | 121  | 128  | 130  | 159  | 179  | 231  | 253  | 379  | 264  | 254  | 299  | 306  | 310  |
| Počet domů                           | celá obec                            | 180  | 191  | 202  | 208  | 246  | 267  | 329  | 368  | 379  | 376  | 362  | 428  | 437  | 446  |

## Obecní správa a politika
Od roku 2010 až doposud je starostou Vítězslav Reška. V tomto období došlo mimo jiné k rekonstrukci křižovatky, kde v minulosti došlo k několika vážným (i smrtelným) nehodám. Bohužel nedošlo k vybudování podchodu a přechod pro chodce je unikátní tím, že semafor je jen v jedné polovině vozovky. Celá rekonstrukce křižovatky tak přinesla větší přínos spíše lidem, kteří Nesovicemi projíždí, než lidem zde zijicim. Aktuálním cílem starosty je v následujícím období dokončit investiční akce, oprav silnice a chodníků.

## Pamětihodnosti
- Renesanční zámek Nové Zámky z roku 1561.[7] V současné době je v soukromých rukou a pro veřejnost je přístupný jen příležitostně.[8]
- Kaple svatého Jana Nepomuckého z roku 1850
- Zvonice
- Socha svatého Jana Nepomuckého

## Kultura
V obci se každoročně pořádají kulturní akce, jako například Petro-Pavlovské hody koncem června a únorové ostatky. Začátkem nového roku se konají mnohé plesy, které ale byly velmi omezeny koronavirovou pandemií.

## Doprava
Vesnici prochází silnice I/50, Evropská silnice E50 a Vlárská dráha. 

## Osobnosti
- František Král (1921–2001), pilot RAF, účastník bojů u Tobruku[9]
- Josef Petrasch (1714–1772), voják, spisovatel a učenec
- Pavel Jan Souček (1877–1943), římskokatolický kněz, opat, oběť nacistického režimu
- Antonín Závodný (1922–1990), hudební skladatel

## Fotogalerie

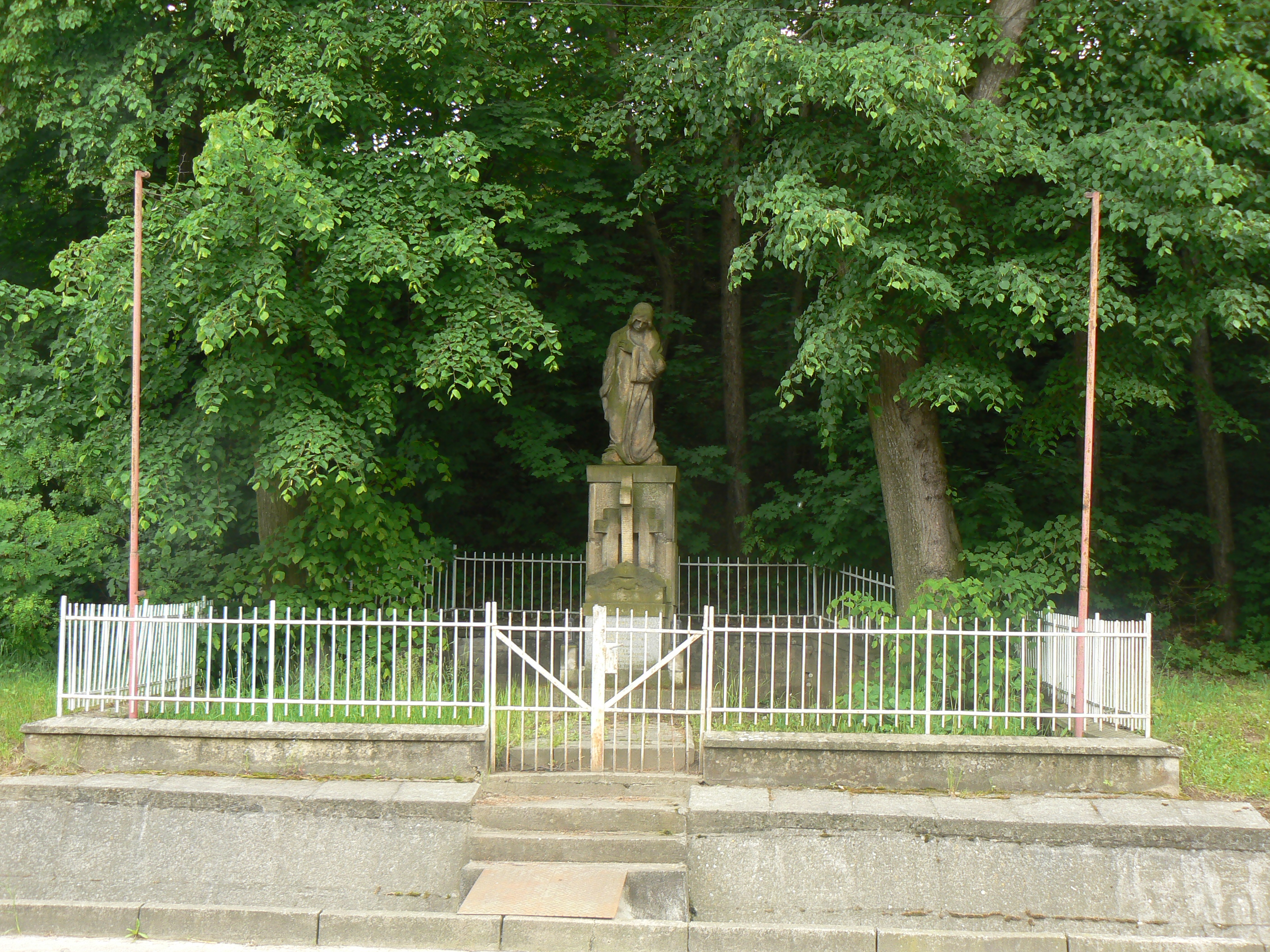
Pomník (2008)
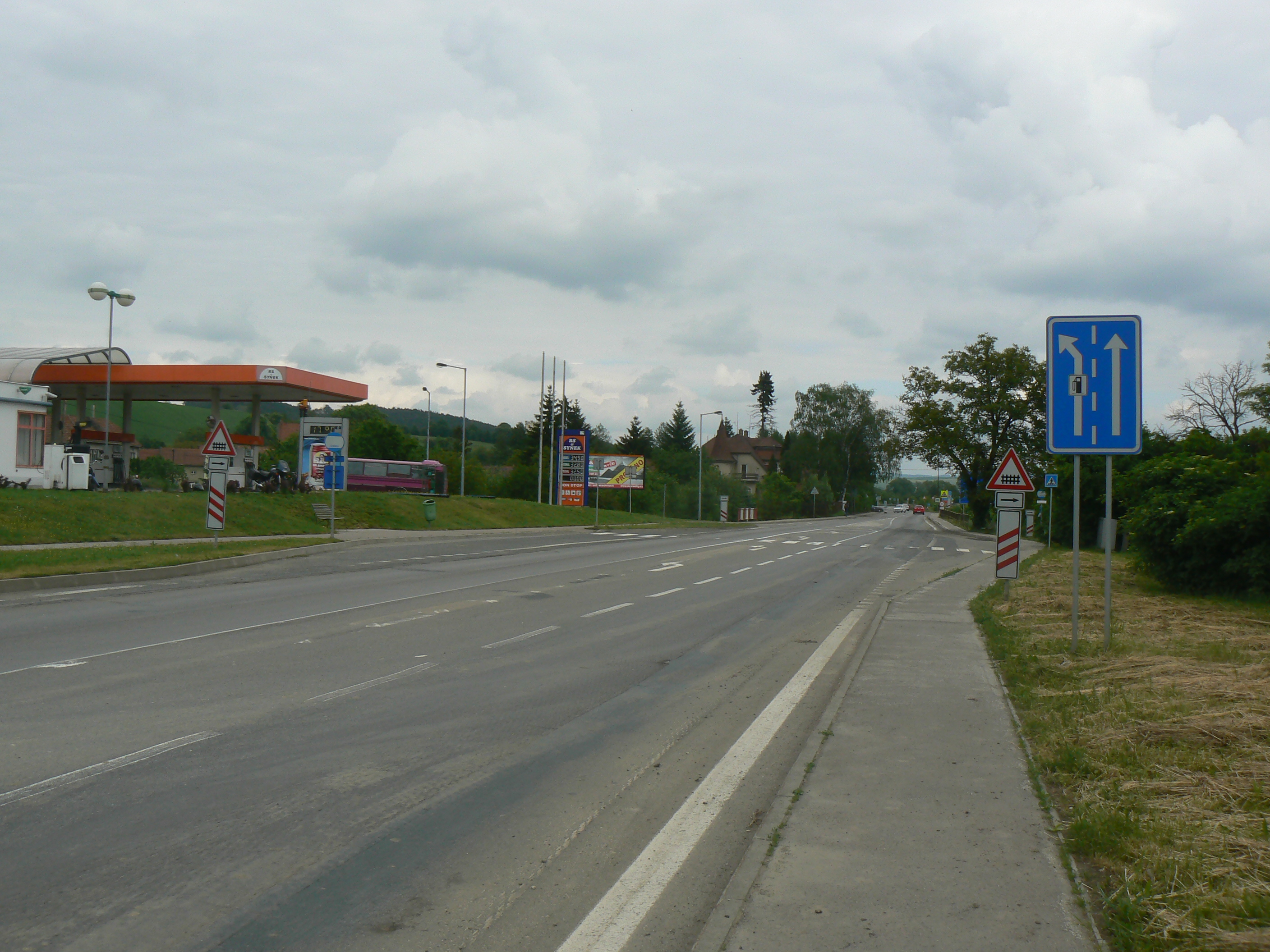
Silnice E50 v obci (2008)
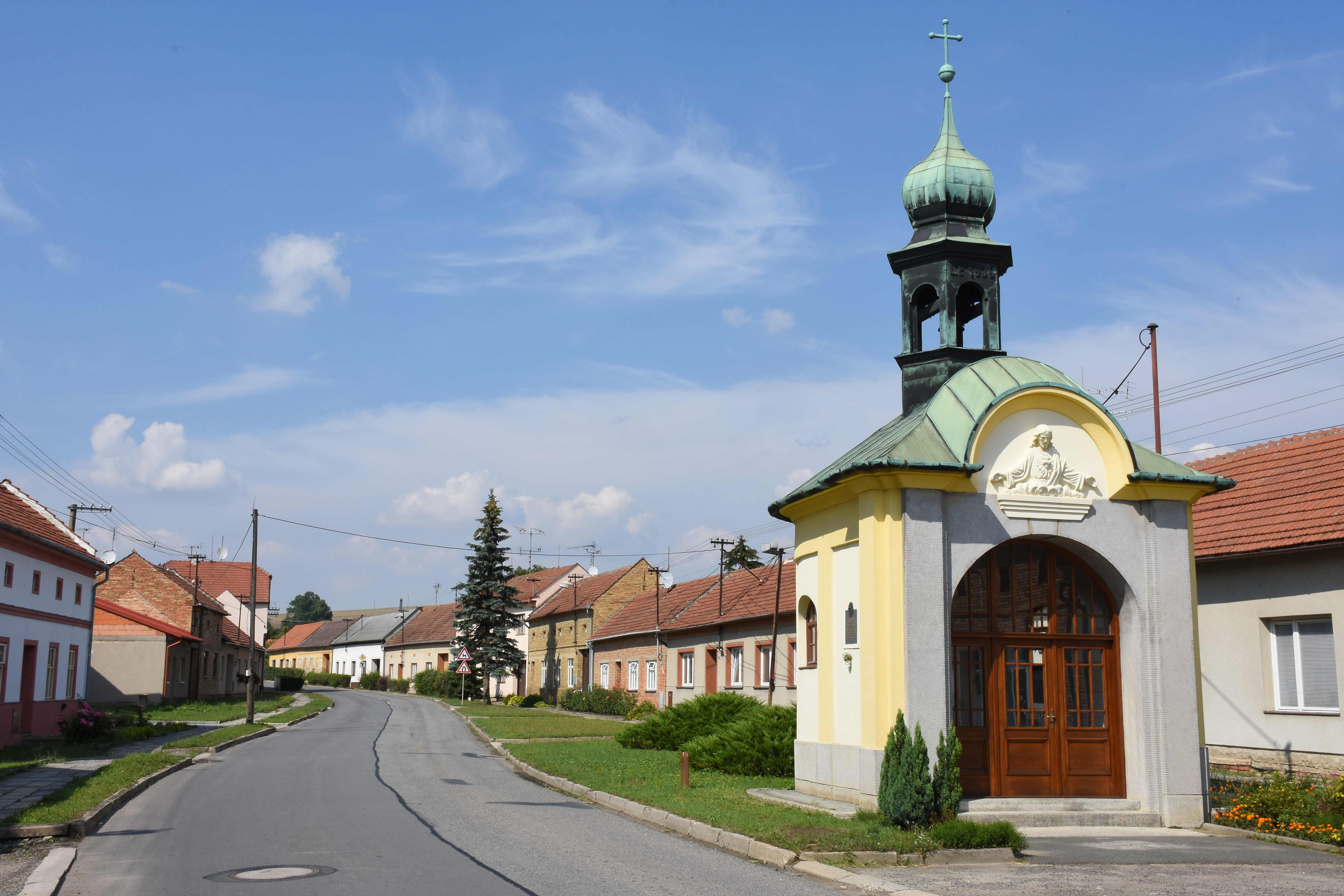
Kaple svatého Jana Nepomuckého
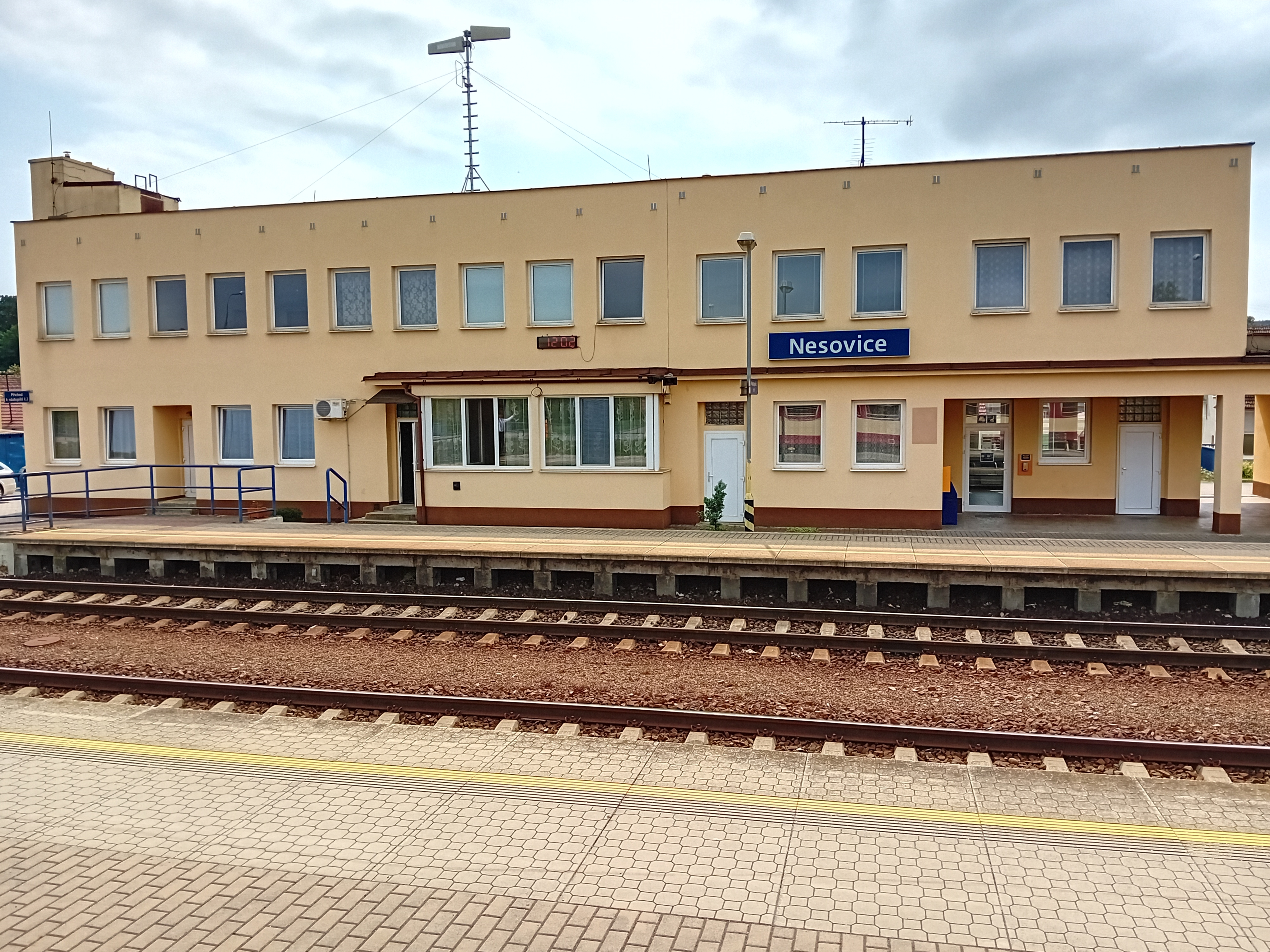
Nádraží